# Alan Steen
Alan Steen (1922 – 26 augustus, 2012) was een Engels voetballer die als vleugelspeler speelde. 
Steen speelde voor Wolverhampton Wanderers, Luton Town, Aldershot, Rochdale FC en Carlisle United.